# Círio de Nazaré
Círio de Nossa Senhora de Nazaré
Le Círio de Nossa Senhora de Nazaré (« Cierge de Notre-Dame de Nazaré »), ou Círio de Nazaré, est une fête religieuse catholique du nord du Brésil. Le Círio rassemble plus de deux millions de personnes chaque année dans la ville de Belém, dans l'État du Pará.
C'est l'une des plus grandes fêtes catholiques au monde.

## Historique
Elle commémore la découverte, en 1700, d'une statue de Marie par un habitant de Belém. Selon la légende, l'homme aurait rapporté chez lui la statue, qui aurait ensuite disparu pour revenir là où il l'avait trouvée.
Après plusieurs événements similaires, une basilique fut érigée à l'emplacement de la statue et la fête religieuse correspondante a été instituée en 1793.
La pratique est inscrite sur la liste représentative du patrimoine culturel immatériel de l'humanité par l'UNESCO en 2013.